# Баталова, Галина Аркадьевна
Гали́на Арка́дьевна Бата́лова (род. 30 декабря 1959) — учёный-растениевод, академик РАН (2016).

## Биография
Родилась 30 декабря 1959 года в дер. Ерши Нолинского района Кировской области.
В 1982 году — окончила Кировский СХИ.
С 1982 по 1998 годы — работала научным сотрудником, заведующей лабораторией селекции и первичного семеноводства овса, заместителем директора по научной работе Фаленской селекционной станции.
С 1998 года — заместитель директора по селекционной работе, заведующая отделом овса ФГБНУ «Зональный НИИ сельского хозяйства Северо-Востока им. Н. В. Рудницкого».
С 1999 года — руководитель секции селекции, семеноводства и биотехнологии Северо-Восточного регионального аграрного научного центра, с 2005 года — профессор Вятской государственной сельскохозяйственной академии.
В 2000 году — защитила докторскую диссертацию.
В 2007 году — избрана членом-корреспондентом РАСХН.
В 2014 году — избрана членом-корреспондентом РАН (в рамках присоединения РАСХН к РАН).
В 2016 году — избрана академиком РАН.

## Научная деятельность
Видный ученый в области селекции и семеноводства сельскохозяйственных культур, технологии их возделывания.
Автор 32 сортов овса ярового. Сорта включены в Госреестр селекционных достижений и возделываются в 35 регионах Российской Федерации. Два сорта включены в Госреестры Латвии и Украины.
Принимает участие в совместных исследованиях с учеными Китая и Болгарии по селекции и оценке на стресс устойчивость овса. Под её руководством создан Китайско-Российский центр по селекции и переработке овса (Байченская СХА, провинция Цзилинь).
Опубликовано более 330 научных трудов, в том числе 21 монография. Ряд трудов опубликован за рубежом. Имеет 16 авторских свидетельств и 15 патентов на сорта.

## Избранные работы
- Исходный материал в селекции овса в условиях Северо-Восточной зоны СССР. — Л., 1989. — 18 с.
- Овес. Технология возделывания и селекция. — Киров, 2000. — 206 с.
- Использование овса и продуктов его переработки в питании, народной медицине и косметике. — Киров, 2004. — 100 с.
- Отбор носителей полигенных систем адаптивности и других систем, контролирующих продуктивность озимой пшеницы, ячменя, овса в различных регионах России / соавт.: В. А. Драгавцев и др.; Всерос. НИИ растениеводства им. Н. И. Вавилова. — СПб.: ИД ПапиРус, 2005. — 116 с.
- Биология и генетика овса / соавт.: Е. М. Лисицын, И. И. Русакова. — Киров, 2008. — 454 с.
- Перспективная ресурсосберегающая технология производства овса: метод. рекомендации / ФГНУ Росинформагротех. — М., 2009. — 60 с.
- Влияние сроков уборки на урожайность и семенные свойства зерна яровой пшеницы / соавт.: Ю. Е. Ведерников, Е. А. Будина // Земледелие. 2010. № 8. С. 37-38.
- Состояние и перспективы селекции и возделывания зернофуражных культур в России // Зерн. хоз-во России. 2011. № 3. С. 11-14.
- Методические рекомендации по экологическому испытанию сельскохозяйственных культур на примере зерновых / соавт.: Т. К. Шешегова, В. А. Стариков; НИИ сельского хозяйства Северо-Востока. — Киров, 2012. — 31 с.
- Рекомендации по проведению весенне-полевых работ в Кировской области / соавт.: Т. К. Шешегова и др.; НИИ сельского хозяйства Северо-Востока. — Киров, 2013. — 66 с.
- Методические указания по селекции ячменя и овса / соавт.: И. Г. Широких, И. Н. Щенникова; Зон. НИИ сел. хоз-ва Сев.- Востока им. Н. В. Рудницкого. — Киров, 2014. — 62 с.
- Каталог сортов комплексного селекционного центра по растениеводству / соавт.: Е. И. Уткина и др; Зон. НИИ сел. хоз-ва Сев.- Востока им. Н. В. Рудницкого и др. — Киров, 2015. — 42 с.
- Новые пестициды и агрохимикаты в технологии возделывания голозерного овса Вятский / соавт.: Т. К. Шешегова и др. // Аграр. наука Евро-Северо-Востока / Сев.-Вост. регион. науч. центр Россельхозакадемии. 2016. № 4. С. 10-14.

## Награды
- Почетная грамота, диплом за лучшую завершенную научную разработку РАСХН (2002, 2012 годы)
- Сорта овса удостоены диплома и золотой медали Министерства сельского хозяйства Российской Федерации (2006)
- Лауреат премии Кировской области в области сельского хозяйства (2012)